# Cimetidine
Cimetidine is een geneesmiddel uit de groep H2-receptorantagonisten dat de aanmaak vermindert van zuur en pepsine in de maag.

## Werking
Cimetidine remt de productie van maagzuur. Ook de nachtelijke maagzuurproductie wordt geremd. Het geneesmiddel remt ook cytochroom P450 in de lever waardoor het interacties kan hebben met een aantal andere geneesmiddelen maar dat heeft in de praktijk bij gangbare doseringen meestal geen gevolgen. Cimetidine moet bij voorkeur niet samen met een antacidum worden ingenomen maar enkele uren eerder of later.

## Indicaties
Het wordt gebruikt bij
- Brandend maagzuur
- Refluxoesofagitis
- Maag- en darmzweer

H2-antagonisten zoals cimetidine zijn in principe niet bedoeld als behandeling voor maagzweren veroorzaakt door de bacterie H. pylori. In die gevallen moet er naar worden gestreefd om H. pylori te bestrijden waardoor de oorzaak van de maagzweer wel wordt weggenomen.

## Mogelijke nevenwerkingen
Bij minder dan 5% treden nevenwerkingen op. De meest voorkomende zijn:
- Hoofdpijn
- Moeheid
- Huideruptie
- Spierpijn
- Mentale verwardheid (vooral bij hoge doses, bij bejaarden of bij nierfalen)
- Bradycardie en hypotensie (bij intraveneuze toediening)
- Interstitiële nefritis en hepatitis (zelden)
- Reversibele gynaecomastie
- Impotentie
- Gynaecomastie